# Elaphe hodgsoni
Elaphe hodgsoni är en ormart som beskrevs av Günther 1860. Elaphe hodgsoni ingår i släktet Elaphe och familjen snokar. Inga underarter finns listade i Catalogue of Life.
Arten förekommer i Nepal, i Tibet och i norra Indien (Sikkim, Assam, Kashmir, Himachal Pradesh). Den lever i bergstrakter mellan 1500 och 5000 meter över havet. Honor lägger ägg.